# 黃世仲
黃世仲（1872年—1913年），別名黃小配或配工，別號禺山世次郎，廣東番禺人，清末民初政治家、報人、小說家。青年時與其兄黃伯耀至南洋謀生，因能文而為僑界所重。同盟會成員，曾任《中國日報》記者，並參與《世界公益报》、《廣東日報》、《有所謂唯一趣報》等革命報刊編輯，同時在《時事畫報》等報刊連載長篇小說。1906年創辦旬刊《香港少年報》，1907年創辦旬刊《廣東白話報》。辛亥革命後，任廣東民團局長，卻被都督陳炯明以「侵吞軍餉」罪名槍殺，得年四十歲。
主要作品有《洪秀全演義》、《大馬扁》、《廿載繁華夢》、《黨人碑》等。